# Stuart Mann
Stuart Mann (* 30. Dezember 1972) ist ein englischer Snookerspieler aus Stanford-le-Hope in Essex. Zwischen 1991 und 2006 spielte er insgesamt 10 Jahre als Profi auf der Snooker Main Tour.

## Karriere
Wie viele Spieler begann auch Stuart Mann seine Karriere im Profisnooker in der Saison 1991/92, als die Profiturniere auch für Amateure freigegeben wurden. Dies hatte lange Qualifikationsrunden zur Folge. Im ersten Jahr gewann er nur vier Spiele, aber im zweiten Jahr erreichte er schon bei den Welsh Open Runde 6 und zwei weitere Male Runde 5. 1993/94 erreichte er bei der Benson & Hedges Championship erstmals die Runde der letzten 128 und besiegte Alain Robidoux. Allerdings war das kein Ranglistenturnier. Bei der UK Championship stieß er dann auch bei einem großen Turnier in die höheren Qualifikationsrunden vor und kam unter die Letzten 96. In der zweiten Saisonhälfte gab es aber auch viele Auftaktniederlagen. 1994/95 machte er kaum Fortschritte und noch ein Jahr später spielte er überhaupt nur noch 4 Turniere und gewann nur eine Partie. Damit stand er wieder da, wo er seine Karriere begonnen hatte.
Da 1997 die Main Tour eingeführt und das Spielerfeld begrenzt werden sollte, musste er in der Saison 1996/97 erheblich bessere Ergebnisse erreichen, um Profi zu bleiben. Bei der Benson & Hedges Championship kam er unter die Letzten 32 und machte anschließend auch bei den Ranglistenturnieren Fortschritte. Beim Grand Prix erreichte er die Runde der Letzten 128 und bei der Weltmeisterschaft stieß er in die Best-of-19-Runden vor, besiegte Steve Newbury und Nick Walker, beide in den Top 80 der Weltrangliste, und verlor in der Runde der Letzten 96 gegen Graeme Dott. Mangelnde Konstanz und 6 Auftaktniederlagen kosteten ihn aber trotzdem den Profistatus.
In den folgenden Jahren ging es auf und ab zwischen Main Tour und UK Tour. Auf der UK Tour 1999/2000 erreichte er das Halbfinale bei einem Turnier, in der Main-Tour-Saison 2000/01 spielte er wieder die großen Turniere und verbesserte sein Weltmeisterschaftsergebnis auf die Runde der Letzten 64. Er besiegte unter anderem Martin Dziewialtowski und Matthew Couch, Nummer 57 der Weltrangliste. Aber auch diesmal fehlten weitere Erfolge und er musste wieder in die Challenge-Tour-Qualifikation. Im nächsten Jahr blieb er erfolglos, 2002/03 erreichte er einmal das Finale und zweimal die Runde der Letzten 32. 2003/04 kehrte er wieder auf die Main Tour zurück, aber wieder nur bei der Weltmeisterschaft erreichte er Runde 3. Wieder fiel er von der Profitour, wieder kehrte er über die Challenge Tour zurück, dank eines guten Ergebnis in der WM-Qualifikation. Mit reduziertem Profifeld und nur noch 6 Profiturnieren hatte er es in der Saison 2005/06 schwer. Nur zwei Siege, beim Grand Prix gegen Drew Henry und bei den China Open gegen Rod Lawler, beide Male mit 5:4, gelangen ihm. Unter 96 Profis belegte er am Ende Platz 90 und nach 10 Profijahren war erneut Schluss und diesmal endgültig. Er spielte zwar weiter auf der PIOS-Tour, aber in der ersten Saison gewann er bei 8 Turnieren nur eine einzige Partie und im Jahr darauf erreichte er zwar einmal das Viertel- und noch einmal das Achtelfinale, sonst war aber kein punkteträchtiges Ergebnis dabei. Nach drei weiteren erfolglosen PIOS-Turnieren 2008 beendete er seine Profikarriere.

## Erfolge
Ranglistenturniere:
- Runde der Letzten 64: Weltmeisterschaft (2001)

Qualifikationsturniere:
- Finale: Challenge Tour (2003 – Turnier 2)